# Mina La Camocha
Mina La Camocha fue una mina subterránea de carbón localizada en el norte de España, en el concejo asturiano de Gijón. Explotada mediante pozos, estuvo en producción desde 1935 hasta 2008. Fue una de las tres empresas carboneras españolas subvencionadas por el Estado mediante contrato-programa.
La mina es señalada, tradicionalmente, como uno de los orígenes del sindicato español Comisiones Obreras, en 1957.
Desde 1949 hasta 1986 la mina estuvo conectada mediante una vía férrea de ancho ibérico con el puerto de Gijón a través de la estación de Veriña. Tras su abandono, la caja de la vía fue utilizada para la construcción de una vía verde entre Tremañes y Vega.
Según la creencia popular, recogida en una canción titulada La mina y el mar, la mina discurría bajo el mar, extremo que no ocurría.

## Etimología
El nombre de La Camocha se atribuye a la presencia de una vaca con un único cuerno  —a la que en asturiano se llamaría la vaca mocha— en el prado donde se dio el primer sondeo en busca de carbón. Este último sería, por tanto, «el prau de la vaca mocha». No obstante, y según el filólogo especializado en lengua asturiana Ramón d'Andrés, esta explicación no sería más que un ejemplo del fenómeno conocido como etimología popular.
Sin embargo, en su libro Diccionario toponímico del concejo de Gijón, el mencionado autor afirma que no se debería descartar que el origen del topónimo esté en el adjetivo mochu -a -o —que le falta algo para tener buen aspecto o para estar completa (una casa o una persona)—. El nombre del lugar donde se ubica la mina provendría entonces de la expresión «La Casa Mocha», pues en asturiano el sustantivo casa suele apocoparse en ca cuando le sigue otra palabra.
Ramón d'Andrés menciona otra hipótesis que intenta explicar el origen del nombre de La Camocha. Se establecería así una relación entre este topónimo y  Camoca, la denominación de una parroquia del concejo de Villaviciosa. De ser cierta esta conexión, el lugar donde se ubica la mina se habría formado a partir de la raíz prerromana kal- o kar-, la cual significa piedra o peña.

## Yacimiento
El yacimiento hullero de La Camocha se sitúa al sur de la villa de Gijón, entre las parroquias gijonesas de Huerces y Vega, aislado del resto de cuencas carboníferas de Asturias. La cuenca carbonífera está formada por un sinclinal asimétrico en un horst, que no aflora en superficie ya que está cubierto por materiales del Permotrías que se sitúan discordantes sobre él.
El sinclinal está limitado por dos fallas normales paralelas, de rumbo NO-SE, que con juegos opuestos, elevan el bloque entre ambas, conocido como el horst de La Camocha. La falla situada al NE, denominada como Granda, tiene un salto de 170 m, mientras que la de Llantones, al SO, tiene un salto mayor, en torno a 300 m. El sinclinal tiene su eje orientado según la dirección NE-SO, con una inclinación de 15° hacia el SO. Su plano axial está inclinado hacia el NO y su rama sur se encuentra invertida.
La serie carbonífera tiene una potencia aproximada de 2300 m en las que se encuentran más de 30 capas de carbón. Las capas se empezaron a numerar correlativamente, empezando por el 1, a medida que se iban reconociendo, desde el pozo n.º 1, hacia el norte, hasta el 42. Los transversales trazados cortaron las dos ramas del sinclinal, de manera que algunas capas recibieron 2 números, el inferior correspondiente a la rama sur y el superior a la norte, ya que se numeraron antes de conocer el pliegue. En resumen, son únicamente 25 las capas así numeradas. En los transversales hacia el sur las capas se identificaron con letras, de la A a la N, aunque solo se explotaron las capas de la A a la E.
De la serie carbonífera no se conocen ni su techo ni su muro. Su datación se ha realizado mediante la paleontología. Su edad abarca desde el Namuriense B hasta el Westfaliense A o B. En 1964, Roger Neves estableció el rango de edades entre el Namuriense B y el Westfaliense B mediante el estudio de mioesporas. Neves estableció cinco zonas de mioesporas datando en el Namuriense A superior las capas inferiores y Westfaliense B, posiblemente, para las superiores (20-25). Posteriormente, en 1984, Horvath estrechó ligeramente el rango establecido por Neves: del Namuriense superior al Westfaliense A, aunque admitiendo la posibilidad de que en los extremos de la serie fueran Namuriense B superior y el Westfaliense A superior.

### Exploración
La existencia del yacimiento tuvo que ser verificada mediante la perforación de sondeos, debido a la ausencia de afloramientos. Los hermanos Felgueroso comenzaron el primero de ellos en 1901, en el prado de la vaca mocha. Con 287 metros de longitud, el sondeo alcanzó el carbonífero a una profundidad de 160 m, atravesando 3 capas de carbón. Debido al éxito, los Felgueroso se plantearon la profundización de un pozo, a 60 m de distancia del sondeo. Dicho pozo se comenzó el 1 de mayo de 1902. Debido al caudal de agua que se filtraba al interior del pozo, fue abandonado en 1904, cuando había alcanzado la profundidad de 63 metros. Dentro del mismo año, se intentó la profundización de un nuevo pozo, a 1000 m del anterior y una cota superior, más cercano al Pico del Sol. Nuevamente el pozo fue abandonado debido al caudal de agua, con una profundidad de 115 metros.
El mecheru Caldones
En 1914, los hermanos Felgueroso y el Instituto Geológico y Minero de España iniciaron un nuevo sondeo de exploración en Caldones. El sondeo dio lugar, cuando alcanzaba los 563 m de profundidad, el 20 de enero de 1915, a una emanación súbita de gas natural que inutilizó el varillaje del sondeo. El desprendimiento en la superficie se inflamó debido a la cercana presencia de una fragua y de una caldera de vapor, dando lugar a lo que se conoce como el mecheru Caldones. Las llamas, visibles desde Gijón, no pudieron extinguirse hasta 4 días después, con la ayuda del gas carbónico de la cervecera La Estrella de Gijón.
El análisis químico de la composición del gas relevó la presencia mayoritaria de metano (95,51%), acompañado de etano, nitrógeno e hidrógeno. Con vistas a un posible aprovechamiento industrial del gas, los hermanos Felgueroso realizaron dos sondeos más, cercanos al anterior, en 1920 y 1922, con menores cantidades de gas.
Nuevos sondeos
Los Felgueroso continuaron con los sondeos para explorar el yacimiento gijonés. El 16 de agosto de 1929 comenzaron la perforación del 5.º sondeo en el lugar de Aroles (Vega) en un punto intermedio entre los sondeos de Huerces (1.º) y el de Caldones. Tras él, se perforó un 6.º en Leorio (1 de noviembre de 1929) y un 7.º en Pinzales (13 de abril de 1930). Tras este, los hermanos Felgueroso decidieron acometer la profundización de un nuevo pozo.

### Preparación
Con la información recogida de los 7 sondeos efectuados y de los 2 pozos fallidos, los hermanos Felgueroso decidieron profundizar un nuevo pozo, conocido como número 1, en las inmediaciones del primer pozo (y del primer sondeo). Con 3,10 m de diámetro, se comenzó el 1 de julio de 1930 la profundización del pozo. Los primeros 45 m se profundizaron por el método ordinario de perforación y voladura. Al alcanzar la zona freática (de 40 m de espesor) se pasó a la inyección de cemento a presión, primero mediante un sondeo central y a partir de los 80 m, mediante 6 sondeos concéntricos con el pozo.
El 10 de enero de 1931 se alcanzaba la profundidad de 180 metros, en la que se empezó la excavación de una galería transversal que cortó carbón a 11 m del pozo, con una potencia de 1,5 m.
En julio de 1932 se comenzó la profundización del pozo número 2, a 100 m del anterior, con un diámetro de 4,60 m.

### Explotación
El primer carbón comercializado de La Camocha se vendió a la panadería Zarracina de la villa de Gijón (30 de septiembre-1 de octubre de 1935). El hecho quedó plasmado en una fotografía de los empleados con el cargamento.

## Infraestructura

### Infraestructura minera
A lo largo de su vida, la mina contó con 3 pozos verticales principales de acceso al interior, numerados del 1 al 3, según su antigüedad. De ellos, solo los números 2 y 3 estaban en funcionamiento a su clausura. Además de estos 3 pozos, la mina contaba con un pozo de rellenos y dos pozos de ventilación denominados Granda y Leorio.
Del pozo n.º 2, en las plantas del pozo, partían los transversales denominados Norte y Sur. Desde el transversal general y desde del cruce denominado popularmente en la mina como «El Berrón» se trazaron las galerías generales Norte-Este y Norte-Oeste. Y desde ella los recortes a las capas.

#### Pozo n.º 2
El pozo n.º 2 se sitúa al sur del actual camín de Huerces, la carretera que comunica dicha parroquia con la calzada de Gijón a Pola de Siero (comarcal AS-248). Con una profundidad de 612 m, alcanzaba hasta la 9.ª planta de la mina. Su profundización comenzó en julio de 1932, a un centenar de metros del pozo n.º 1.
Hasta el año 1996 contaba con una máquina de vapor que accionada dos bobinas de cable plano para el movimiento de las jaulas por el pozo, que funcionada como auxiliar del n.º 3. La máquina había sido construida por la empresa alemana Gutehoffnungshütte, Aktienverein für Bergbau und Hüttenbetrieb (GHH) en 1921.
La máquina de vapor fue sustituida por una eléctrica, con el consiguiente cambio de castillete. El nuevo, estilizado y de estructura hiperestática, montaba 2 poleas coplanarias para un accionamiento mediante fricción (polea Koepe). Al año siguiente el pozo fue dotado de un skip, y pasó a ser el pozo de extracción de la mina.

### Métodos de explotación
Durante la vida de la mina, las capas de carbón fueron explotadas utilizando los siguientes métodos de explotación:
- el tradicional método de testeros, con posteo de chulana;
- rozadora con entibación de madera;
- rozadora con entibación automarchante (Asturfalia);
- sutiraje con subniveles horizontales; y
- cámaras y pilares mediante subniveles.

#### Asturfalia
Asturfalia es una entibación autodespazable, diseñada inicialmente por Westfalia-Lünen GmbH, Mackina Westfalia y Hunosa, para la explotación de capas de inclinadas, cercanas a 90°, mediante rozadora en frente invertido con relleno del post-taller. En La Camocha, siendo propiedad de la MSP se instalaron pilas de la primera generación (RST1) y se diseñaron y probaron las correspondientes a la tercera generación (RST3).

#### Sutiraje
En La Camocha se ensayó y se puso en marcha el laboreo mediante subniveles horizontales con sutiraje, con variaciones respecto al método empleado en la cuenca central asturiana. Así, el pozo de acceso a los subniveles se trazaba desde el transversal con 42° de pendiente hasta el subnivel superior. En dicho pozo se disponían únicamente dos calles (de material y de personal). El carbón se evacuaba de los subniveles mediante un silo vertical sobre el transversal, excavado en la propia capa.

## Origen de CC. OO.
Tradicionalmente se ha situado en la mina el origen del sindicato español Comisiones Obreras (CC. OO.), si bien no existe unanimidad respecto a ello. En enero de 1957 los mineros de La Camocha comenzaron una huelga en demanda de mejores condiciones de trabajo y salariales: los precios de los destajos en los testeros, la reducción de la jornada diaria a los mineros que trabajaban en zonas con agua y los puntos (puestos de trabajo) compatibles para silicóticos de primer grado (diagnosticada pero sin síntomas). La huelga duró nueve días y la negociación con la empresa para el final de la misma fue llevada a cabo por una comisión de trabajadores al margen del Sindicato Vertical. Dicha comisión estuvo formada por Casimiro Bayón, militante comunista clandestino, Gerardo Tenreiro, picador de origen gallego, excombatiente de la División Azul y declarado falangista y Pedro Galache, sin adscripción política.

## Propiedad
La mina fue inicialmente propiedad de la Sociedad Anónima Felgueroso, empresa familiar de los hermanos Felgueroso. Tras la Guerra Civil, en 1945, la mina pasaría a manos del Banco Pastor para integrarse en la Minero Siderúrgica de Ponferrada (MSP) en 1967. En 1991, debido a los malos resultados de la MSP, La Camocha se escinde de ella. El 12 de mayo de 1992 se funda Mina La Camocha S. A. con la familia García Brugos como propietario.

## Juicio por fraude en subvenciones
El 21 de noviembre de 2014 el juzgado de lo penal n.º 2 de Gijón condenó a tres directivos de Mina La Camocha a 9 años de cárcel como «autores responsables de tres delitos contra la Hacienda Pública por fraude de subvenciones». Según recoge la sentencia, los tres condenados crearon un plan para comprar carbón que hacían pasar como propio de la mina para cobrar las subvenciones de los años 1998, 1999 y 2000, con la ayuda de otros dos condenados. Posteriormente, en junio de 2016, la Audiencia Provincial de Asturias anuló el juicio por falta de imparcialidad de la juez de Gijón, por lo que habrá de celebrarse un nuevo juicio.
Finalmente el 29 de diciembre de 2017, el juzgado dictó una nueva sentencia por los mismos hechos, con una condena al presidente de la empresa a 7 años y medio de cárcel y a una multa. Una de las condenadas en la sentencia anterior fue absuelta y el otro falleció en abril de 2017.

## Ferrocarril de Veriña a La Camocha
Para mejorar la salida de los carbones de la mina, la sociedad Sociedad Anónima Felgueroso, propietaria de la mina, construyón en la década de 1940 un ramal de ferrocarril de ancho ibérico para conectar la mina con la red de RENFE en la estación de Veriña. Para su construcción se aprovechó la caja de la vía del inconcluso ferrocarril de San Martín del Rey Aurelio a Lieres, Gijón y El Musel. Fue puesto en funcionamiento el 9 de junio de 1949, aunque su inauguración oficial se demoró hasta el 26 de agosto. En esa fecha Francisco Franco viajó en un tren especial desde Veriña a La Camocha, donde también inauguró el lavadero de la mina.

## Patrimonio industrial conservado

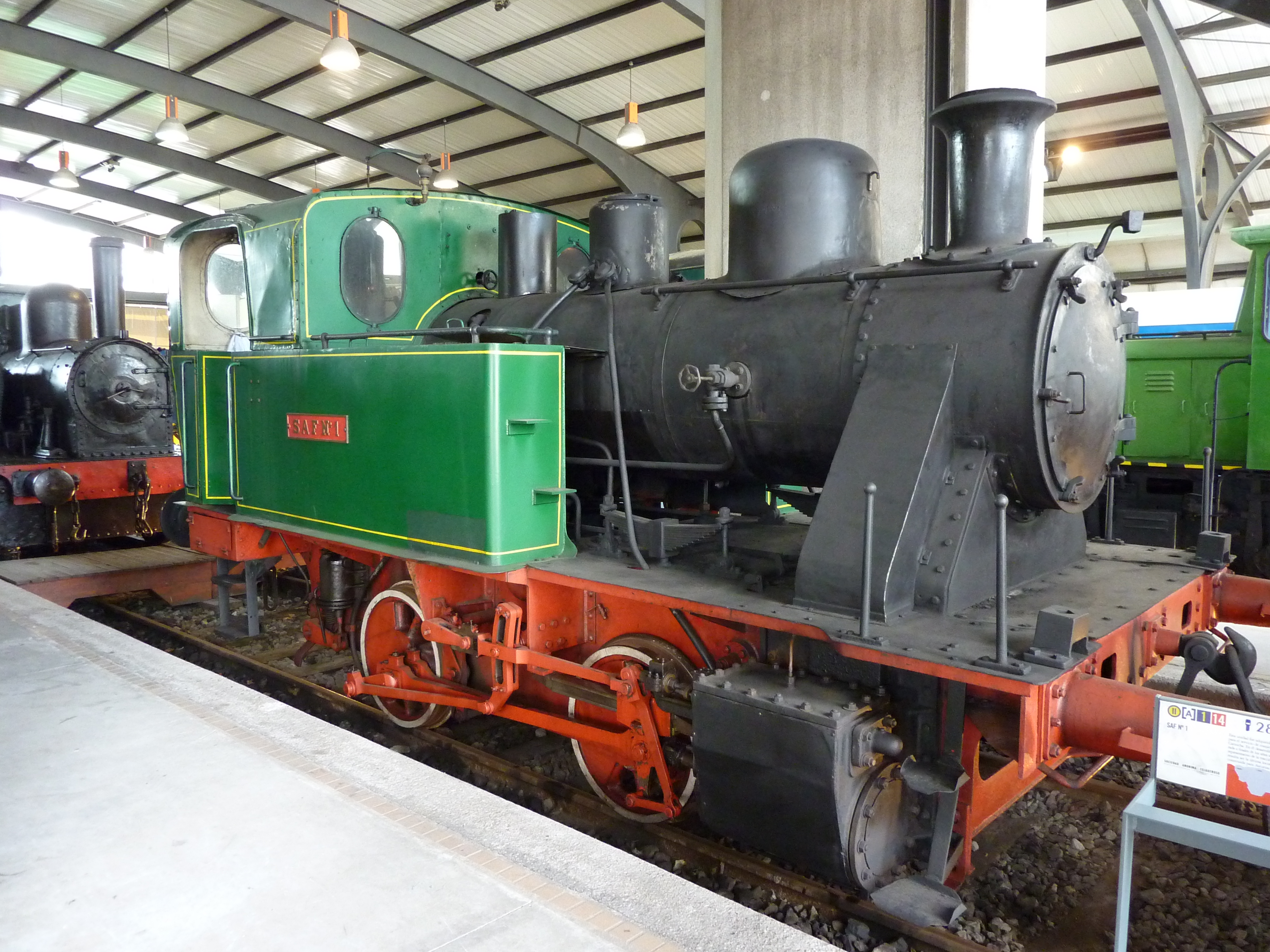
Locomotora SAF n.º 1, en el Museo del Ferrocarril de Gijón

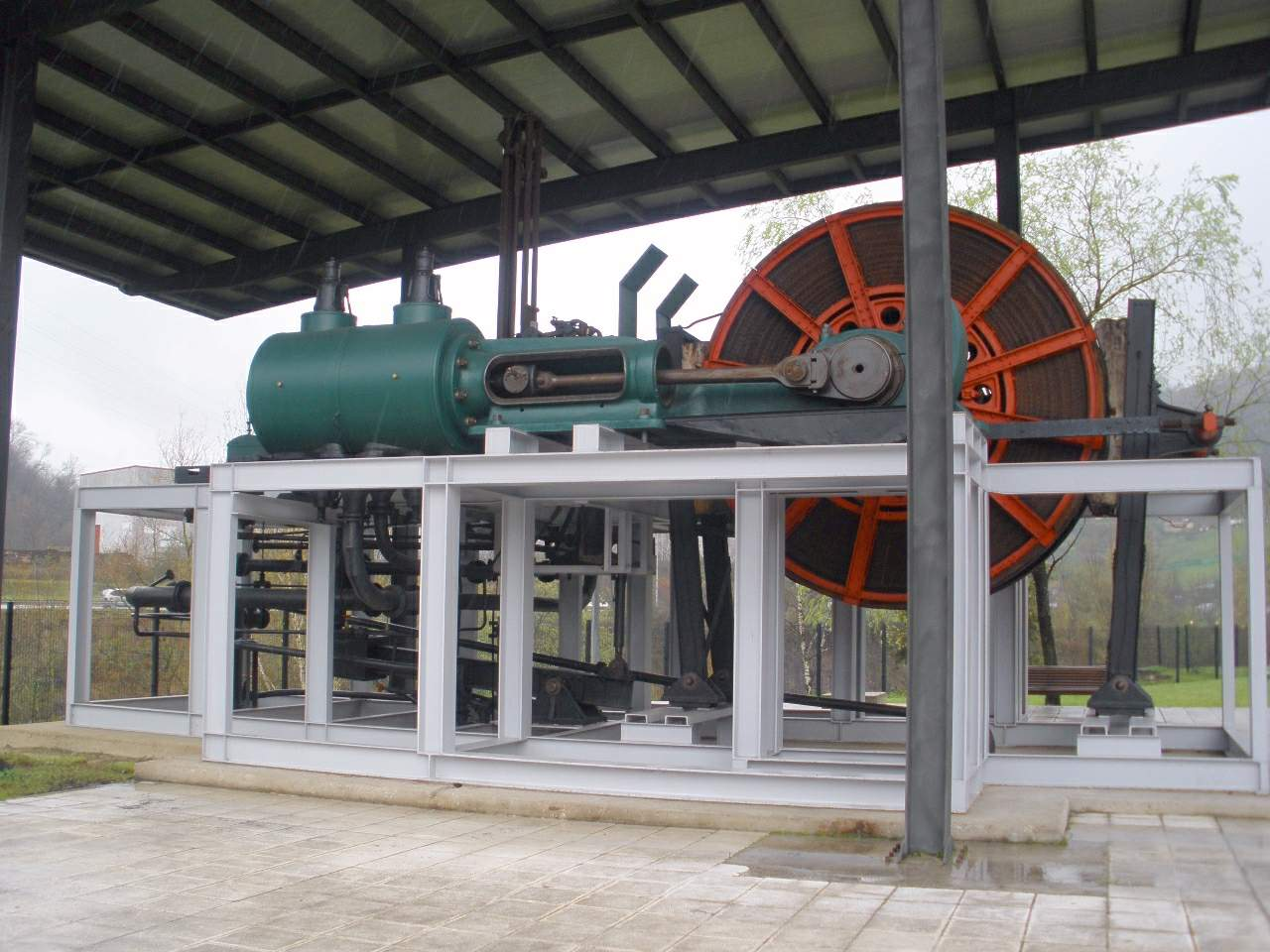
Máquina de extracción accionada por vapor y con bobina de cable plano.
Retirada del pozo n.º 2 de La Camocha y trasladada al exterior del Museo de la Minería de Asturias.

Algunas máquinas de la mina han sido conservadas fuera de ella, como la antigua máquina de extracción del pozo n.º 2 y dos locomotoras, una de vapor y otra diésel:
- Antigua máquina de extracción del pozo n.º 2: en el año 1996 se sustituye el castillete del pozo n.º 2 de la mina y su máquina de extracción. Accionada por vapor, era en aquel momento la única de estas características en funcionamiento en Europa. Fue instalada en La Camocha en el año 1932 y contaba con dos bobinas para cable plano. Tras su puesta fuera de servicio fue trasladada al exterior del Museo de la Minería de Asturias.
- Locomotoras: En el Museo del Ferrocarril de Gijón se conservan dos locomotoras de ancho ibérico dedicadas al servicio de maniobras en el cargadero de la mina:
  - SAF n.º 1:[e]  construida por Henschel en 1952, de rodaje 020WT,[f] fue cedida en 1994. Rehabilitada completamente en el museo, es encendida para exhibiciones.[6]
  - MSP n.º 1 D: fue la única locomotora diésel de ancho ibérico de la mina y, desde 1973 hasta el desmantelamiento del ramal ferroviario a Veriña, en 1986. No estaba autorizada a trabajar en el resto de la vía por carecer de freno automático. Fue trasladada al museo en 2013.[7]

## La mina y el mar
La mina y el mar es una canción con letra de José León Delestal y música del maestro Casanova, popular en Asturias, conocida también como La mina de La Camocha. En ella, Delestal hace referencia a la creencia popular inexacta de que La Camocha se explotaba por debajo del mar y sumó la posibilidad de oír las olas en el interior de la mina:

La mina de La Camocha
dicen que va baxo el mar
y que a veces los mineros
sienten les oles bramar.

Entre otros intérpretes, la canción está en el repertorio de Joaquín Pixán, José González El Presi, Vicente Díaz y Jerónimo Granda.